# مایسن
مایسن شهری در ایالت زاکسن آلمان است. این شهر به خطوط راه‌آهن آلمان متصل است.